# Tephrosia laevigata
Tephrosia laevigata är en ärtväxtart som beskrevs av John Gilbert Baker. Tephrosia laevigata ingår i släktet Tephrosia och familjen ärtväxter. Inga underarter finns listade i Catalogue of Life.